# Семантическая афазия
Семантическая афазия (греч. σημαντικός — обозначающий) — одна из форм афазии, которая связана с нарушением понимания логико-грамматических структур.

## Причины
Данная форма афазии возникает при поражении теменно-затылочного отделов доминантного левого полушария у правшей. Первичный дефект, который лежит в основе данного синдрома — трудности в восприятии логико-грамматических структур, страдает одновременный симультанный анализ и синтез явлений.

## Симптомы
У больных с семантической афазией наблюдаются затруднения в выполнении заданий, которые содержат сложные синтаксические структуры. Страдает симультанный анализ и синтез, или возможность оценки пространственных или «квазипространственных» отношений. При восприятии простых предложений не нарушены восприятие и понимание предложений, однако при введении сложных синтаксических структур больные не могут понять смысл предложения. Речь как автоматизированная деятельность у больных сохранена. Письмо и чтение замедляются ввиду непонимания больным квазипространственных отношений.
Как пишет А. Р. Лурия, «это нарушение заключается в том, что непосредственный образ, скрывающийся за словом, или его непосредственная предметная отнесённость остается сохранным, вся же кроющаяся за словом система связей и отношений оказывается глубоко нарушенной».

## Диагностика
Для выявления семантической афазии больным предлагают объяснить смысл таких предложений или выполнить такие задачи, содержащие в себе логико-грамматические конструкции, в которых требуется квазипространственный синтез. Например:
1. Предложения с предлогами;
2. Сравнительные предложения («Карандаш короче ручки. Что длиннее ручка или карандаш?». «Оля темнее Кати, но светлее Сони. Кто самый тёмный?»);
3. Слова с суффиксами (например, «чернильница», где суффикс обозначает вместилище);
4. Конструкции родительного падежа («„брат отца“ и „отец брата“ — это одно и тоже или нет?»);
5. Временные конструкции, которые отражают временные отношения между событиями (например, просят пояснить смысл фразы «Прежде чем поехать в город, он зашел к товарищу»);
6. Пространственные конструкции, выражения, в которых имеются логические инверсии («Колю ударил Петя? Кто драчун?»);
7. Выражения, в которых логически связанные слова далеко разведены друг от друга (например, «В школу, где учится Ваня, пришел лектор, чтобы сделать доклад. Где планировалось прочитать доклад?»);
8. Предложения с «переходящими» глаголами («Вера одолжила деньги Маше. Сережа одолжил деньги у Коли. Кто кому должен?»);
9. Решение арифметических задач.